# 巧體瘤石蛾
巧體瘤石蛾（学名：Goera minuta）为瘤石蛾科瘤石蛾屬下的一个种。